# Where I'm Coming From
Where I'm Coming From är ett musikalbum av Stevie Wonder. Skivan släpptes i april 1971. Skivan var en av de första skivorna där Stevie Wonder själv hade makt över vilket låtmaterial som skulle hamna på sin skiva. Tidigare hade bolaget Motown varit mycket inflytelserikt över sina artisters album. "If You Really Love Me" släpptes som singel och blev en USA-hit. Skivan innehåller även funk i låten "Do Yourself a Favor" och balladen "Never Dreamed You'd Leave in Summer" vilken Wonder framförde på Michael Jacksons begravning.

## Låtlista
(alla låtar komponerade av Stevie Wonder och Syreeta Wright)
1. "Look Around" - 2:45
2. "Do Yourself a Favor" - 6:10
3. "Think of Me as Your Soldier" - 3:37
4. "Something Out of the Blue" - 2:59
5. "If You Really Love Me" - 3:00
6. "I Wanna Talk to You" - 5:18
7. "Take up a Course in Happiness" - 3:11
8. "Never Dreamed You'd Leave in Summer" - 2:53
9. "Sunshine in Their Eyes" - 6:58

## Listplaceringar
- Billboard 200, USA: #62[1]